# Thomas Vernon Wollaston
Thomas Vernon Wollaston est un malacologiste et un entomologiste britannique, né le 9 mars 1822 à Scotter, Lincolnshire et mort le 4 janvier 1878 à Teignmouth, Devon.

## Biographie
Il obtient son Bachelor of Arts au Jesus College de Cambridge et devient, en 1847, membre de la Linnean Society of London. Wollaston passe l’histoire de 1847-1848 à Madère. Il obtient son Master of Arts à Cambridge en 1849. Durant l’année 1855, il fait quatre longs voyages à Madère. La même année, le Natural History Museum de Londres acquiert sa collection de coléoptères de l’île.
En 1858, Wollaston retourne dans les îles du nord de l’Atlantique. Il se rend notamment dans les îles Canaries avec Richard Thomas Lowe (1802-1874) et John Gray, voyage que Lowe et Wollaston renouvellent l’année suivante. Les deux hommes se rendent dans les îles du Cap-Vert.
Ses convictions religieuses l’empêchent de soutenir les théories de Charles Darwin (1809-1882) après 1859.

## Liste partielle des publications
- Insecta Maderensia 1854
- On the Variation of Species, with Especial Reference to the Insecta 1856
- Coleoptera Atlantidum 1865
- Testacea Atlantica 1878

## Source
- Traduction de l'article de langue anglaise de Wikipédia (version du 9 octobre 2006).